# والری کریووف
والری کریووف (اوکراینی: Валерій Михайлович Кривов؛ ۲۹ سپتامبر ۱۹۵۱ – ۲۰ دسامبر ۱۹۹۴) بازیکن والیبال اوکراینی‌تبار اهل شوروی بود.